# Grovfjorden
68°41′20.472″N 17°4′41.689″Ø / 68.68902000°N 17.07824694°Ø
Grovfjorden (nordsamisk: Roabavuotna) er en fjord i Skånland kommune i Troms og Finnmark fylke i Norge. Fjorden strækker sig 9 km mod sydøst, fra Astafjorden  til bygden Laberget i bunden af fjorden. Fjorden er delt i to af et smalt sund midtvejs ind i fjorden, hvor byen Grov ligger på østsiden. 
Fjorden har indløb mellem gårdene Fornes i vest og Strete i øst. Bortset fra disse er der ingen bebyggelser i den ydre del af fjorden. Ved Grov krydser Riksvei 825 fjorden og fortsætter videre langs fjorden på østsiden. I den indre del af fjorden ligger bygderne Marskaret og Laberget på sydsiden af fjorden, samt flere gårde på den nordøstlige side. 